# Pivnice (přírodní památka)
Pivnice jsou přírodní památka mezi obcí Zderaz a Dolany v okrese Chrudim v Pardubickém kraji) a zaujímají rozlohu 34,37 hektarů. Tvoří ji zalesněný pískovcový kaňon s rozličnými tvary zvětrávání (skalní tunel, voštiny, převisy, jeskyně).
Důvodem ochrany je úzký kaňon v opukách a měkkých pískovcích vyznačující se pestrou geomorfologií, ochrana vzácných druhů živočichů - mlok skvrnitý a rostlin (mechy a kapraďorosty). Kromě mloka skvrnitého, jemuž vlhké prostředí přírodní památky svědčí, zde můžeme najít i další druhy ohrožených a silně ohrožených obratlovců, např. ještěrku živorodou. Geomorfologické pochody jsou zde stále aktivní, každoročně dochází za silnějších srážek například k řícení pískovcových skalních bloků.

## Historie
Pivnice byly jako přírodní památka vyhlášeny 10. prosince 1998. Původ názvu tohoto území není zcela jasný. Jako nejpravděpodobnější se jeví souvislost s podobností teploty skal a sklepů, ve kterých se chladí pivo. I přes vysoké letní teploty je zde chlad a vlhko. Pro tuto lokalitu existuje ovšem ještě jeden název, který není tolik používaný a vznikl z legendy. Podle ní mohl kaňon sloužit jako úkryt pro husitská vojska, a proto se mu také přezdívá Žižkovy maštale.
Přírodní památka se nachází v katastrálním území části obce Dolany u Hluboké. Obec Hluboká je součástí dobrovolného svazku obcí Sdružení obcí Toulovcovy Maštale. Mikroregion Maštale se vyznačuje mnohými geomorfologickými útvary vytvořenými v místních pískovcových skalách. Najdeme zde pískovcové skalní město i nejrůznější útvary jako Kolumbovo vejce, Kazatelnu nebo Dudychovu jeskyni.

## Přírodní poměry

### Geologie
Přírodní památka Pivnice se nachází v České křídové pánvi, přesněji na křídě východočeské a západomoravské. Celou rokli vymodeloval díky měkkosti pískovce Pivnický potok. Soutěsky tedy vznikly dlouhodobým vlivem eroze. Eroze, zvětrávání, ale také fakt, že pískovec je tvořen vrstvami, které jsou různě odolné proti vnějším vlivům, daly vzniknout rozmanitým geomorfologickým útvarům. Mezi takové patří kromě zmíněné rokle a soutěsek například převisy, evorzní hrnce, výklenky, vrstevní pseudokrasové jeskyně, skalní tunel, dutiny a další útvary. Území podléhá různým vlivům kontinuálně, stále se mění a dochází ke skalním sesuvům.

### Hydrologie
Velký vliv na podobu kaňonu má Pivnický potok. Ten se v jihovýchodní části rokle dostal do vrstvy pískovce a vytvořil zde krátké a úzké soutěsky. Soutěsky jsou schůdné jen po žebřících, které vedou přes vodopádové stupně vzniklé v místě výskytu tvrdšího železitého pískovce. Potok dále pokračuje přes skalní tunel Děravou skálu.
Vodní tok je ovlivňován přirozeným působením pramenící a srážkové vody. Při nedostatku srážek se prameny, které v rokli vyvěrají, infiltrují do podloží.

### Flóra
Dominantou lesního porostu je smrk ztepilý (Picea abies), který byl nasazován místo jedle bělokoré (Abies alba), o které se předpokládá, že tvořila původní lesy. Dochází zde k jejímu přirozenému zmlazení, které je ovšem zpomalováno okusem zvěře. Dále ze zde přítomných dřevin můžeme zmínit habr obecný (Carpinus betulus), buk lesní (Fagus sylvatica) a v dolní oblasti Pivnického potoka jasan ztepilý (Fraxinus excelsior) a olši lepkavou (Alnus glutinosa).
V bylinném patře je zastoupen kopytník evropský (Asarum europaeum), žindava evropská (Sanicula europaea), jaterník podléška (Hepatica nobilis), mařinka vonná (Galium odoratum), bažanka vytrvalá (Mercurialis perennis), rulík zlomocný (Atropa bella-donna) a pitulník žlutý (Galeobdolon luteum).
Z mechorostů se zde vyskytuje měřík trsnatý (Mnium hornum), mřížkovec kuželovitý (Conocephalum conicum), nivenka kuželovitá (Conocephalum coniculus) a hruborožec proměnlivý (Palustriella commutata). Za zmínku stojí vřesovka vonná (Geocalyx graveolens) a nivenka štítovitá (Herpanthus scutatus). Oba tyto mechorosty v ČR řadíme mezi ohrožené druhy.
Z kapraďorostů zde nalezneme osladič obecný (Polypodium vulgare), kapraď samec (Dryopteris filix-mas) a papratku samičí (Athyrium filix-femina).

### Houby
V roce 2011 bylo území podrobeno mykologickému průzkumu, při němž bylo nalezeno 120 druhů hub. Jeden z nich je zákonem chráněný, a tři (včetně předešlého) jsou uvedeny v Červeném seznamu. Je možné, že sčítání bylo ovlivněno sušším počasím, které během této doby panovalo. Dá se tedy předpokládat, že číslo není konečné a v dané lokalitě se vyskytují i další chráněné druhy hub. 
Zajímavé druhy z hlediska jejich ochrany jsou: šťavnatka oranžová (Hygrophorus pudorinus) v Pardubickém kraji zaznamenána kromě PP Pivnice už jen v PR Maštale. V Česku je známo méně než dvacet lokalit jejího výskytu. Lysohlávka srbská (Psylocibe serbica), vyhledávána pro své halucinogenní účinky. Mozkovka rosolovitá (Ascotremella faginea), silně ohrožený druh zařazen v Červeném seznamu. Vzácně roste na padlých kmenech a větvích listnatých stromů a kořenovník vrstevnatý (Heterobasidion annosum), což je dřevokazná houba jehličnanů.

### Fauna

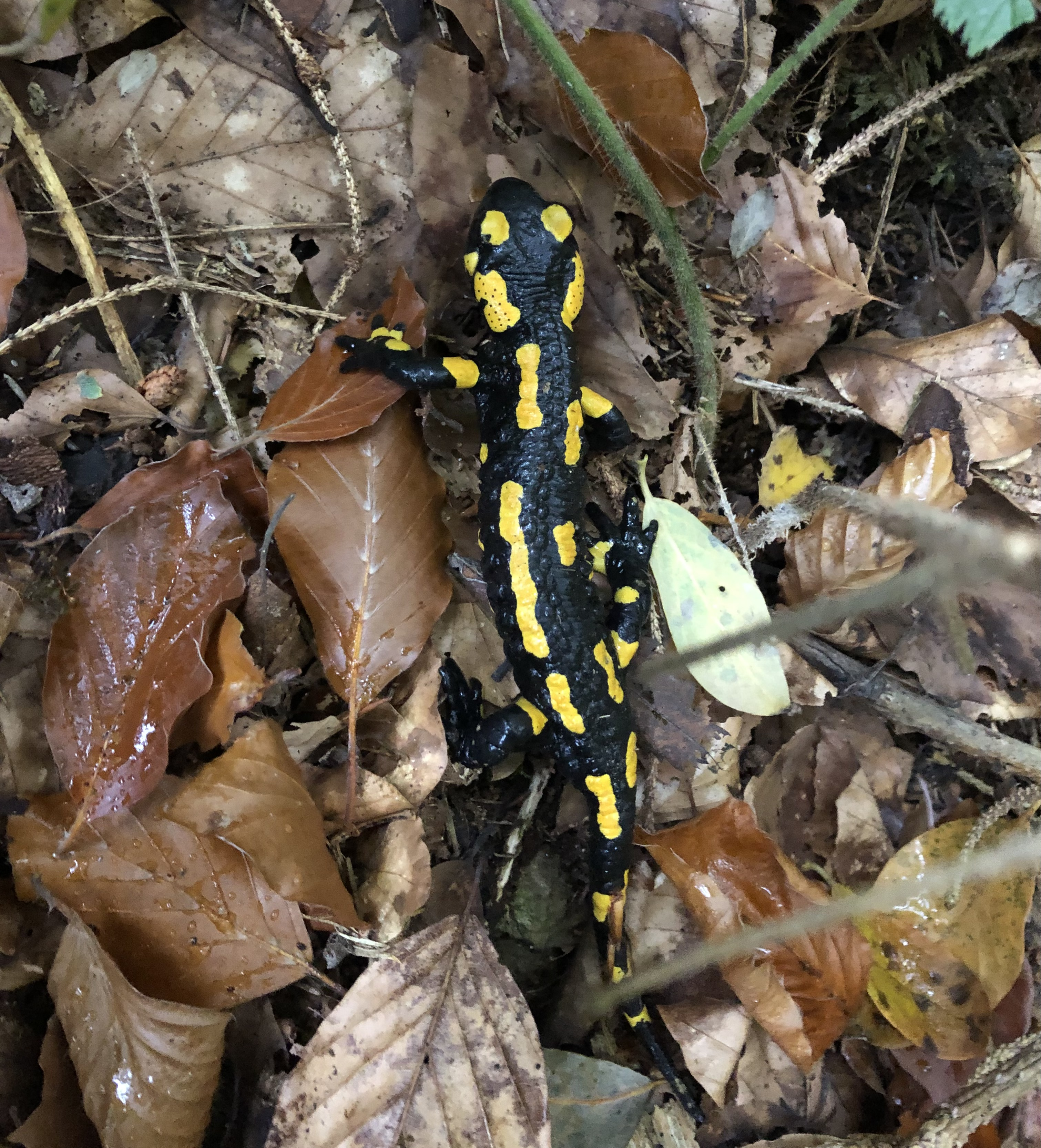
Mlok skvrnitý na území přírodní památky Pivnice

Vyskytuje se zde mlok skvrnitý (Salamandra salamandra), který patří v České republice k silně ohroženým druhům. Zde se mu daří nejen díky vlhkému prostředí, ale i díky tomu, že se zde nevyskytuje žádný přirozený nepřítel ohrožující jeho larvy. Mlok je aktivní převážně v noci, přes den hledá úkryt ve spadaném listí, pod větvemi a kameny. Díky členitému terénu a ponechané odumřelé dřevní hmotě jsou pro něj tedy Pivnice vyhovujícím místem.[nenalezeno v uvedeném zdroji]
Kromě mloka skvrnitého se zde vyskytují i další ohrožení obratlovci, např.: ropucha obecná (Bufo bufo), jestřáb lesní (Accipiter gentilis), veverka obecná (Sciurus vulgarit) a silně ohrožení obratlovci, např.: ještěrka živorodá (Lacerta vivipara).

## Ochrana přírody

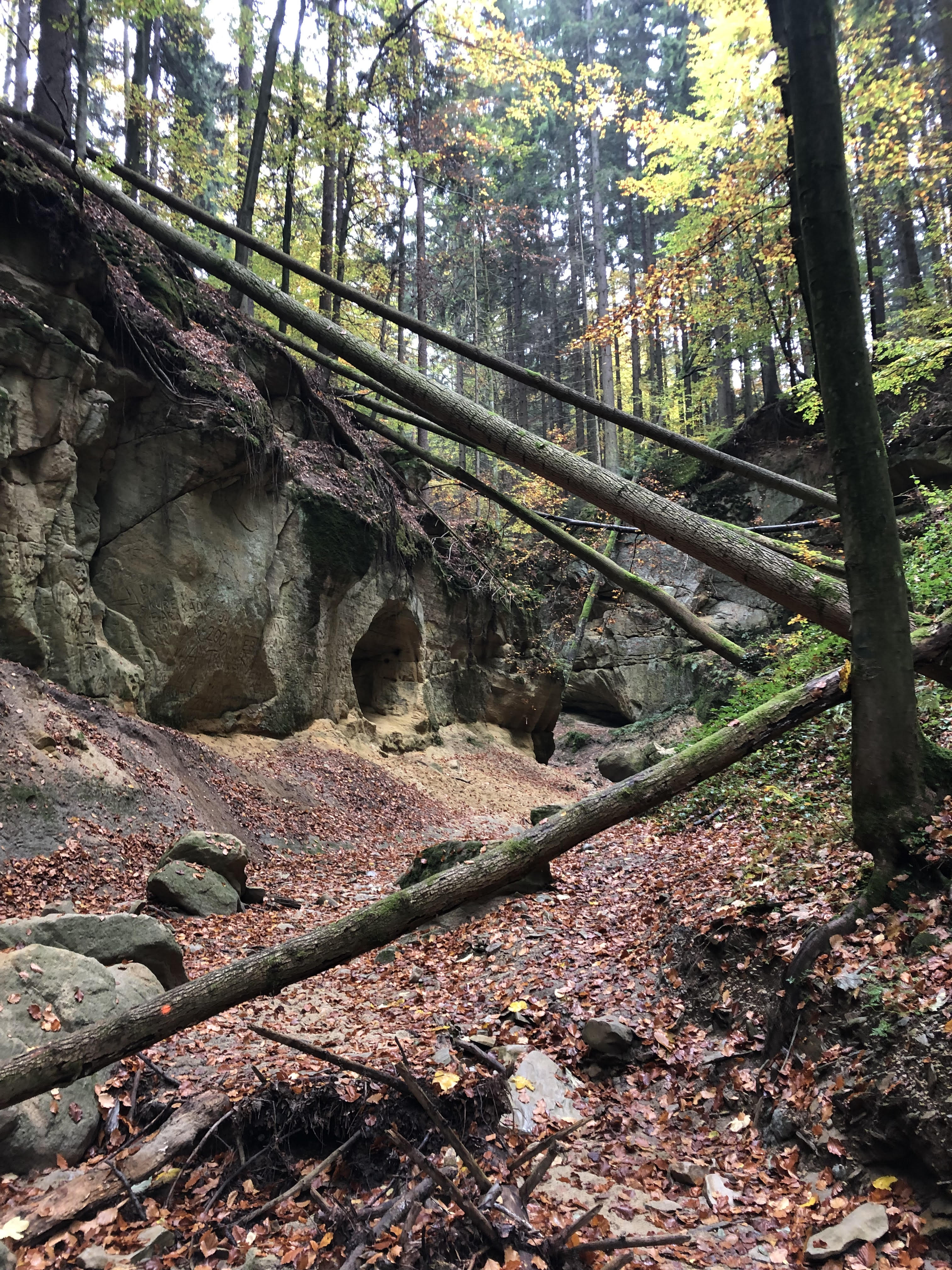
Ponechávání odumřelých dřevin na původním místě

Pivnice se staly přírodní památkou 10. prosince 1998. Plán péče na období 2012–2022 vytyčil několik cílů a to především ochranu ohroženého mloka skvrnitého a zachování podmínek pro jeho životní cyklus, ochranu skalních útvarů, kapraďorostů, mechorostů a v neposlední řadě zacílení na přirozenou skladbu vegetace.[nenalezeno v uvedeném zdroji]
Management ochrany se zaměřuje hlavně na stromové porosty, které mají dále velký vliv na ostatní společenstva. Mezi faktory, které mohou území negativně ovlivnit, patří velkoplošné holoseče. Ty mohou způsobit úbytek výše zmíněných rostlin prostřednictvím změny mikroklimatu, k níž po vykácení většího množství stromů dochází. Další problém mohou představovat smrkové monokultury snižující druhovou diverzitu a narušující přirozenou skladbu organismů. Naopak by se mělo podporovat rozmanité množství přirozených druhů, které vede ke zvýšení celkové odolnosti porostu. V západním rohu přírodní památky se vyskytuje zmíněná přirozená skladba lesa, ale i ta je nahrazována smrky a zmlazení porostu často brání okus zvěře. 
Otázkou managementu je také, jak moc zasahovat do porostu po jeho odumření. Na jednu stranu je potřebné ponechávat dřevní hmotu na původním místě do rozkladu, protože poskytuje přirozené úkryty mlokovi skvrnitému. Na druhou stranu ze zkušeností z roku 2010 vyplynulo, že velké množství tohoto materiálu může zapříčinit nejen změnu vodního režimu, ale prostřednictvím vyplavování látek ze dřeva do vody také změnu chemického složení protékající vody.

### Turismus
V blízkém okolí vede žlutá turistická značka, avšak přímo rokle a cesta mezi skalními útvary není nijak turisticky označena. Zároveň není toto místo dobře dopravně dostupné, takže míra návštěvnosti není tak vysoká jako například v sousední přírodní rezervaci Toulovcovy Maštale.

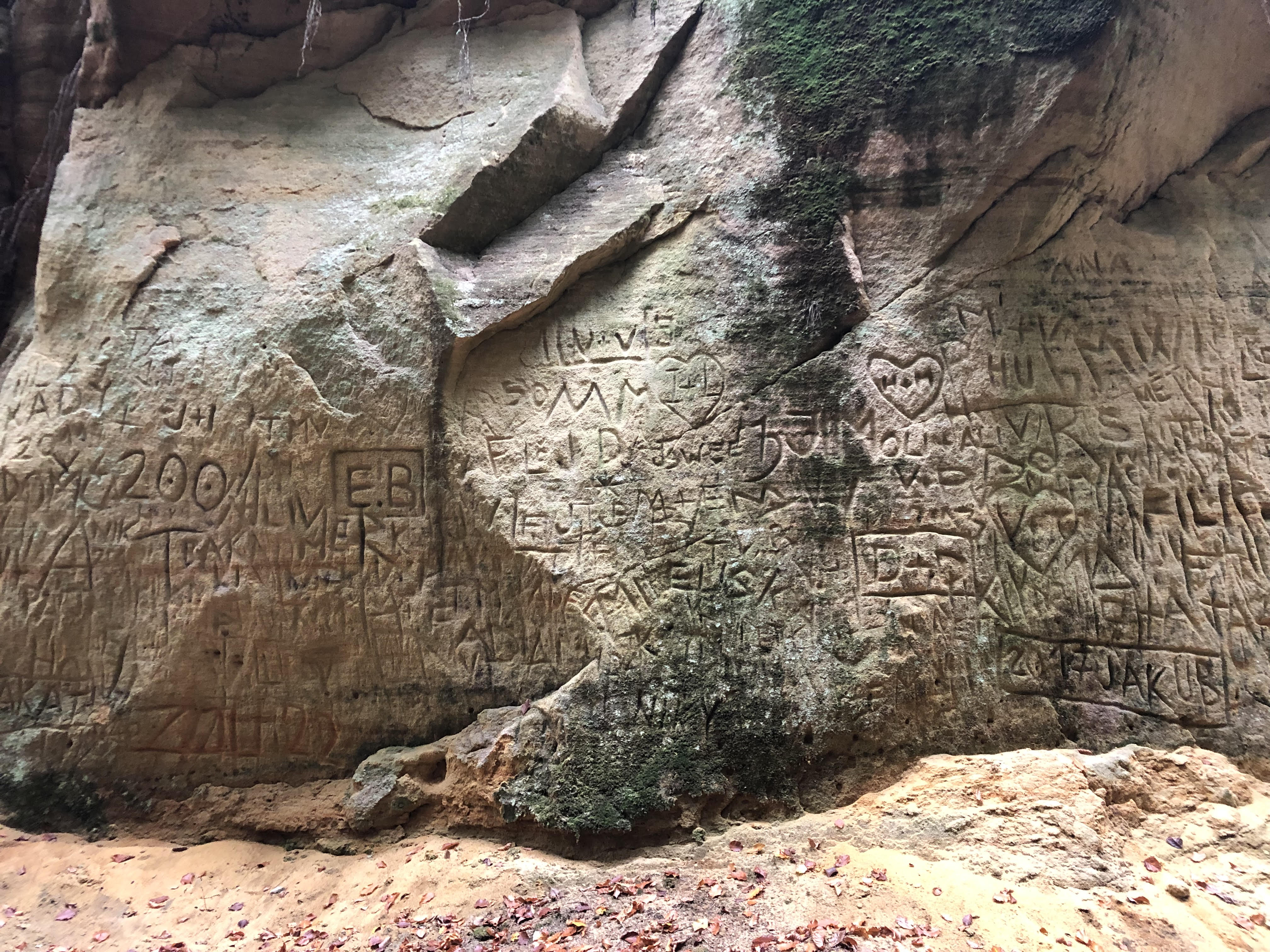
Nápisy vyryté do pískovcových skal

V období od 1. září 2021 do 1. září 2022 přírodní památku navštívilo 9 354 turistů. Nejvyšší počty vykazují letní měsíce a víkendy. Nejvyšší maximální denní návštěvnost dosáhla 161 návštěvníků. Terén je po většinu roku přístupný, ale roklí protéká Pivnický potok, jehož průtok se po dešti zvětší a může cestu ztížit.
Turismus se negativně projevuje množstvím nápisů vyrytých ve skále. Jejich vyrývání skály poškozuje a urychluje jejich erozi. Výše umístěné staré nápisy dokládají postupné prohlubování rokle.

## Galerie

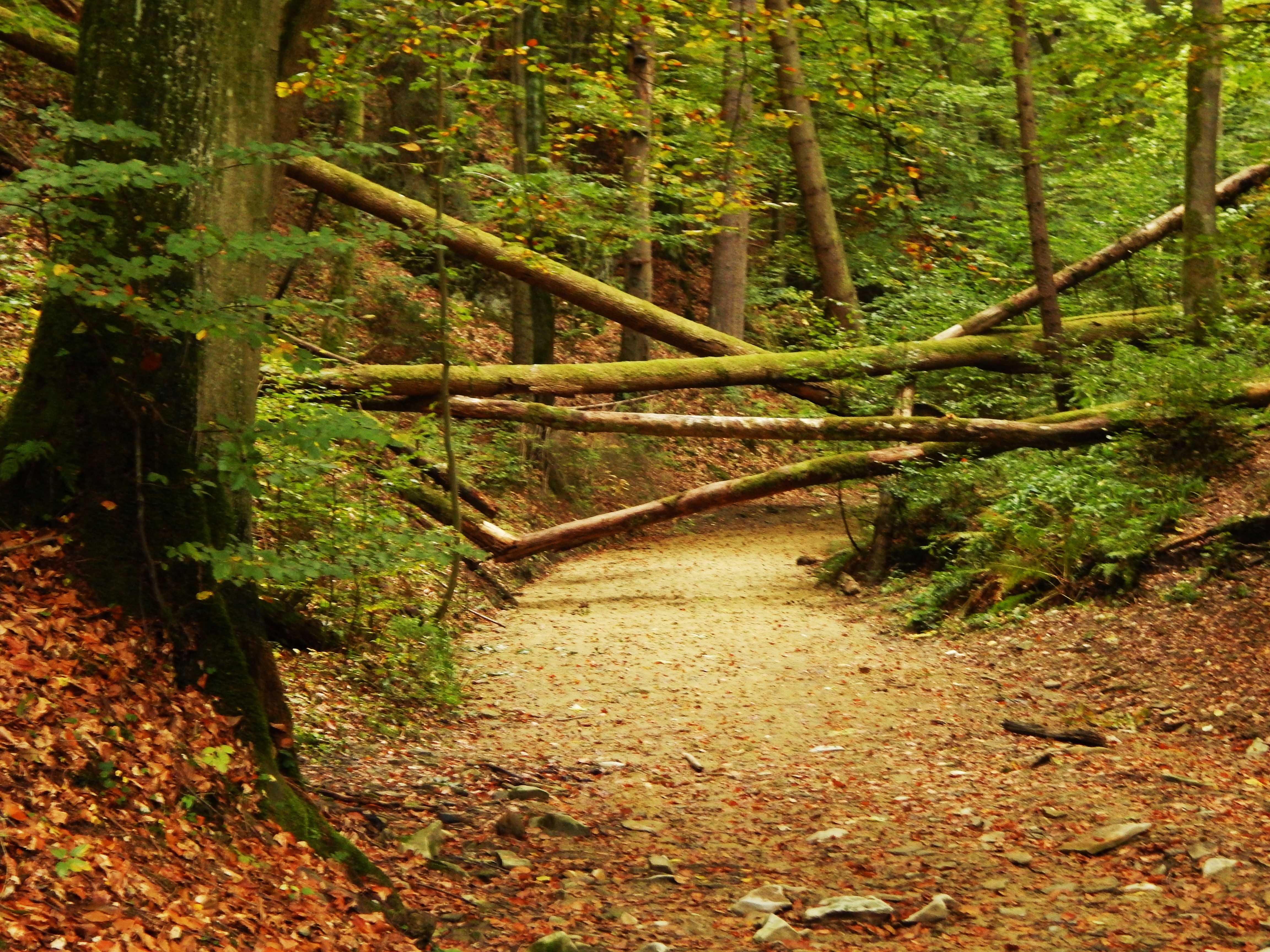
Písečné dno dolní části soutěsky
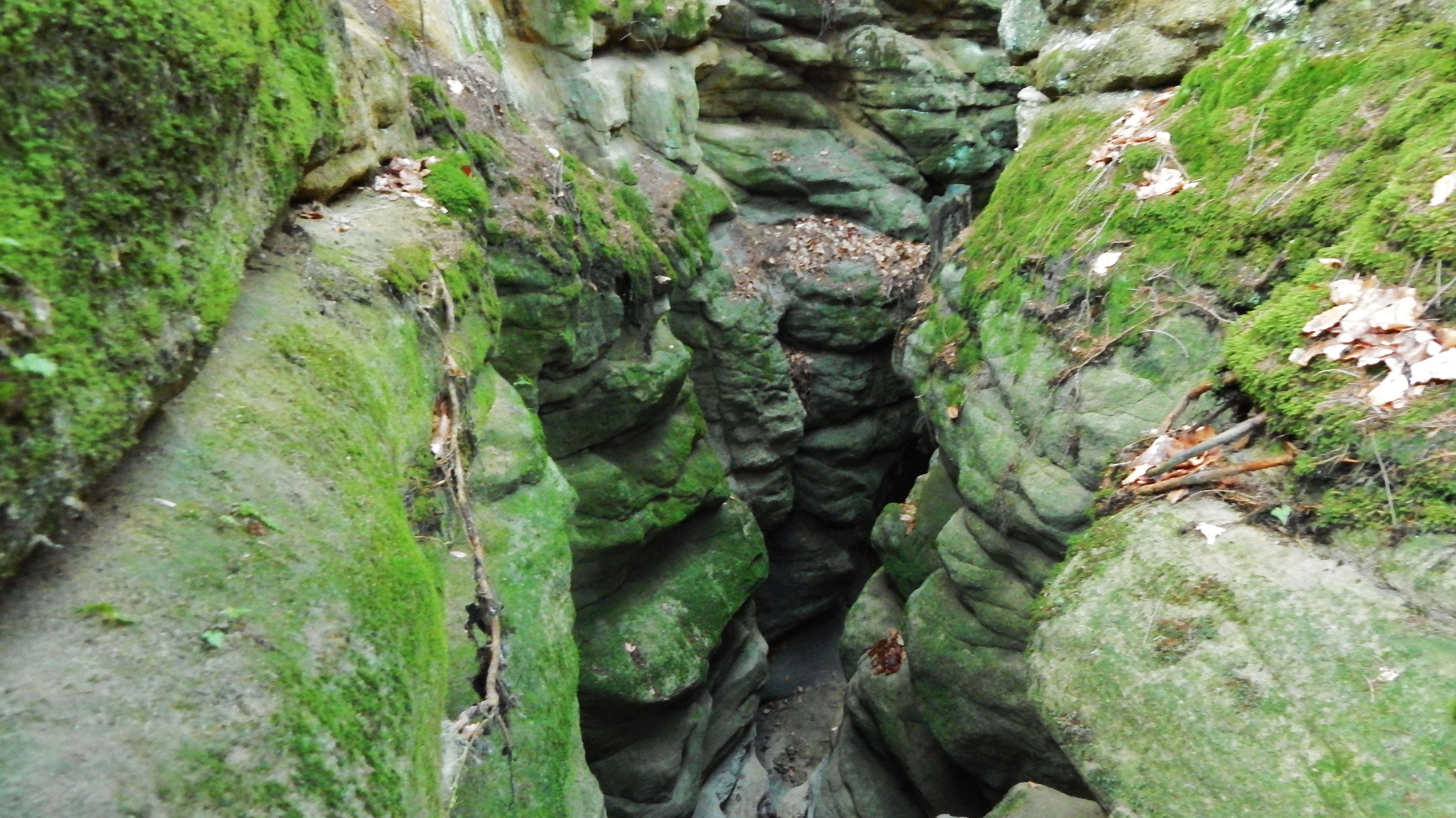
Činnost vody v pískovci
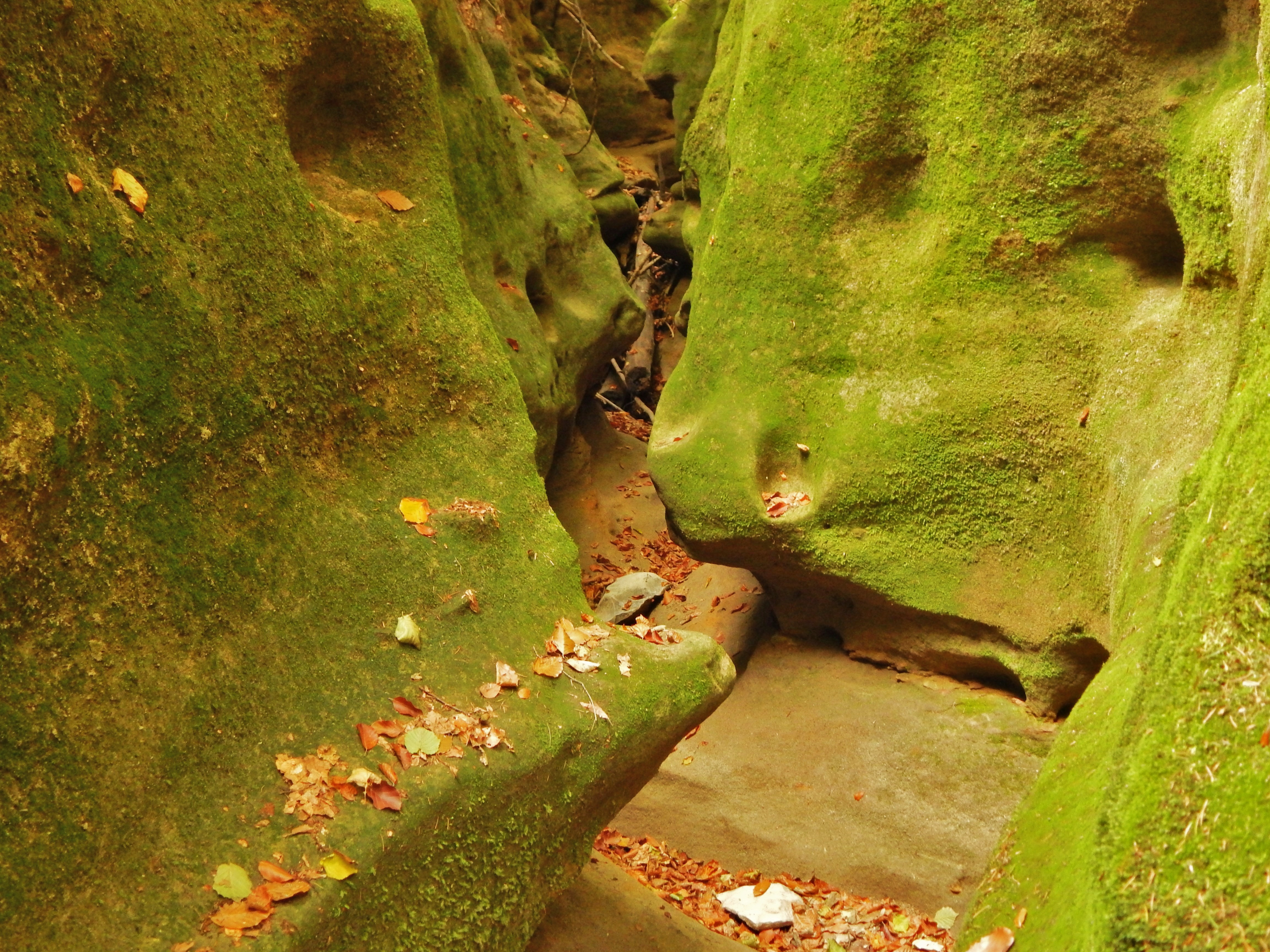
Horní pasáž Pivnické rokle